# Постуа
По̀стуа (на италиански и на пиемонтски: Postua) е село и община в Северна Италия, провинция Верчели, регион Пиемонт. Разположено е на 459 m надморска височина. Населението на общината е 590 души (към 2010 г.).